# Wienerisch
Das Wienerische oder der Wiener Dialekt gehört zu den ostmittelbairischen Dialekten der bairisch-österreichischen Dialektgruppe. Er wird in Wien und Umgebung gesprochen. Wie andere Dialekte unterscheidet es sich vom Standarddeutschen unter anderem in Wortschatz, Grammatik und Aussprache.

## Geschichte

### Von den ersten Spuren zum Alt- und Mittelhochdeutsch
Die ältesten Spuren im Wienerischen hat das Keltische hinterlassen, wie auch der Name Vindobona in dieser Zeit entstanden ist. Aus dem Gotischen stammende Wörter wurden im 1873 erschienenen Wörterbuch von S. Hügel noch als „willkürlich gebildet“ bezeichnet, konnten jedoch durch andere Forschungen (u. a. von Eduard Pötzl und Berthold Sengschmitt) zugeordnet werden. Beispielsweise bildete sich das Wort urassen (verschwenden) aus dem gotischen ufarassus, das bereits in der Wulfilabibel vorkommt. Die von den Agilolfingern ausgehenden bairischen Dialekte beginnen mit dem Altbairischen, welches in Wien vom 8. bis 11. Jahrhundert gesprochen wurde. Im 12. bis 14. Jahrhundert erfuhr das Altbairische eine starke Ausweitung und wurde zum Bairischen. Kennzeichnend für die einzelnen Phasen sind vor allem Lautverschiebungen der Konsonanten entlang der Benrather- und der Speyerer Linie, aber auch Vokalverschiebungen wie die Diphthongierung oder das Ersetzen der althochdeutschen Endungsvokale durch das mittelhochdeutsche Endungs-e. Alt- und mittelhochdeutsche Wörter gehören auch heute noch zum Sprachschatz der Wiener, so findet man im Mittelhochdeutschen die Wörter semel und krapfen. Letzterer war bereits im Althochdeutschen als crapho vorhanden, die semel soll aus dem lateinischen simila gebildet worden sein. Ab dem Ende des 15., Anfang des 16. Jahrhunderts spricht man vom Neuhochdeutschen.

### Wien als Vielvölkergemisch
Bereits im Spätmittelalter war die Bevölkerung Wiens ein Vielvölkergemisch, so wanderten etwa aus dem Westen Baiern, Franken und Alemannen ein. Die Franken brachten auch die für Wien typische Monophthongierung, die das Wienerische von den übrigen bairischen Dialekten stark unterscheidet. Im Jahr 1296 bekam Wien durch Herzog Albrecht I. das Stadtrecht sowie eine Lateinschule verliehen. Ebenso wurde das erste Wiener Wörterbuch angelegt, um dem alemannischen Habsburger und seiner Gefolgschaft die Verständigung zu erleichtern; hierbei kann jedoch noch nicht von einem Dialektwörterbuch gesprochen werden, da es noch an der zur Abgrenzung notwendigen Schriftsprache fehlte. Als Folge des Stadtrechts und durch die geographisch günstige Lage Wiens kam es zu einem Aufblühen des Wiener Handels; das zog vor allem Italiener an. Herzog Rudolf IV. ließ ab 1365 die Universität bauen, daraufhin kamen überwiegend Slawen, Magyaren und Franzosen und bereicherten im Lauf der Zeit die Sprache. Zuzüge aus Niederösterreich und der Steiermark hielten zu dieser Zeit jenen fremder Völker die Waage. Weiteren direkten fremdsprachigen Einfluss auf das Wienerische hatten die Erweiterung des Habsburgerreichs 1526 um böhmische und ungarische Ländereien und die Ausweitung des Hofstaates unter dem aus Spanien kommenden Ferdinand I. Auch die Türkenbelagerungen 1529 und 1683 hatten Einfluss auf den Wiener Wortschatz. Während der Reformation wurde nicht nur die inzwischen gebildete Oberdeutsche Schreibsprache vom sogenannten Lutherdeutsch, dem Frühneuhochdeutschen abgelöst, es wurden auch 20 protestantische Lateinschulen in Wien errichtet.
Wolfgang Schmeltzl schrieb 1549 in seinem „Lobspruch der hochlöblichen weitberümbten khünigklichen Stat Wieñ in Osterreich“ auf, welche Sprachen er am Lugeck vernehmen konnte:

„Hebreisch, Griechisch und Lateinisch,

Teutsch, Frantzösisch, Türkisch, Spanisch,

Behaimisch, Windisch, Italianisch,

Hungarisch, guet Niderlendisch,

Naturlich Syrisch, Crabatisch,

Rätzisch, Polnisch und Chaldeisch.“

Der aus der Oberpfalz stammende Wolfgang Schmeltzl war es auch, der während der Gegenreformation das deutschsprachige Schuldrama in Wien begründet hat. Dreißigjähriger Krieg sowie im 18. Jahrhundert Spanischer Erbfolgekrieg und Koalitionskriege, aber auch die seit Einführung der Schulpflicht im Jahr 1774 durch Maria Theresia fortschreitende Bildung der Bevölkerung brachten dem Wienerischen eine Fülle an italienischen, lateinischen und französischen Ausdrücken. Während dieser Phase geht das „Rokoko-Wienerisch“ ins „Altwienerisch“ über und in der Zeit von Kaiser Franz Joseph I. ins „Neuwienerisch“. In den einzelnen Handwerksberufen waren die Zuwanderungen der einzelnen Völker stets höchst unterschiedlich. Im 19. Jahrhundert waren es vor allem die am Habsburgerhof und in der Oberschicht beliebten böhmischen Köchinnen, die für eine Menge neuer Wörter in der Küche sorgten. Die englische Sprache, die bislang kaum eine Rolle gespielt hatte, drang ab Mitte des 19. Jahrhunderts mit der industriellen Revolution in den allgemeinen Sprachgebrauch ein. Auch der Sport und die Herrenmode brachten englische Wörter. Die Wiener sprechen das meiste jedoch entweder aus wie geschrieben (die „Tramway“ als Dramwai), französisch (Kotääschviertel für „Cottageviertel“) oder wienerisch (das Goi statt „Goal“). Ein erstes Lexikon wurde 1873 von Franz Seraph Hügel unter dem Titel Der Wiener Dialekt: Lexikon der Wiener Volkssprache. (Idioticon viennense) herausgegeben.

### Die Wiener Gaunersprache
Ab dem 12.–13. Jahrhundert, entwickelte sich unter den von der Gesellschaft ausgeschlossenen, niedersten sozialen Schichten die Wiener Gaunersprache. In dieser „Geheimsprache“ wurden Wörter aus verschiedensten Sprachen, allen voran Jiddisch, romanischen Sprachen und ab dem 15. Jahrhundert Romani, aufgesogen und dem wienerischen Klang angepasst. Dem Mittelhochdeutschen wurden dabei hauptsächlich Hilfs-, Verbindungs-, Bei- und Zeitwörter entnommen. Zudem wurden durch witzige oder poetische Sinnübertragungen neue Wörter kreiert. 1443 erschien die „Wiener Bettlerordnung“, eine Sammlung von Wörtern der Wiener Gaunersprache, die der Polizei und anderen Behörden dabei helfen sollte, Bettler und das „fahrende Volk“ (Händler, Handwerker, Gaukler, Gauner, Spielleute, Dirnen etc.) leichter verstehen und kontrollieren zu können. Viele der verwendeten Begriffe wurden nach ihrer Entschlüsselung durch neue ersetzt und sind in den Wiener Dialekt übergegangen. Somit hat sich das Rotwelsch als reiche Quelle für das Wienerische erwiesen.

### Jiddisches im Wienerischen
Als die sogenannte Judenstadt 1421 aufgelöst, die Bewohner vertrieben oder ermordet wurden („Wiener Gesera“), nahmen sie ein hauptsächlich mit hebräischen und aramäischen Elementen durchzogenes, zu 70–75 % aus Mittelhochdeutsch bestehendes und zunächst als Soziolekt zu bezeichnendes Jiddisch mit. Unterwegs und in ihren neuen Heimatländern im Osten haben sie Teile der slawischen Sprachen Polnisch und Belarussisch, der baltischen Sprache Litauisch sowie der Soziolekte sogenannter fahrender Völker aufgenommen. Ab Ende des 16. Jahrhunderts kamen sie langsam zurück, mussten jedoch unter Kaiser Leopold I. 1670 abermals auswandern. Erst durch das von Kaiser Joseph II. erlassene Toleranzpatent erhielten sie Rechte und konnten in Wien Fuß fassen. Rechtlich gleichgestellt waren sie allerdings erst im 19. Jahrhundert und viele von ihnen schafften einen bedeutenden gesellschaftlichen Aufstieg. Die Melange an verschiedenen Sprachen, das Jiddisch, das sie im Osten entwickelt hatten, wurde durch deutsch-jüdische Abschleifung in Intonation und Phonologie zum Jargon, der als Literatursprache anerkannt und zur Sprache der ersten Wiener Kabaretts wurde.

### 20. Jahrhundert

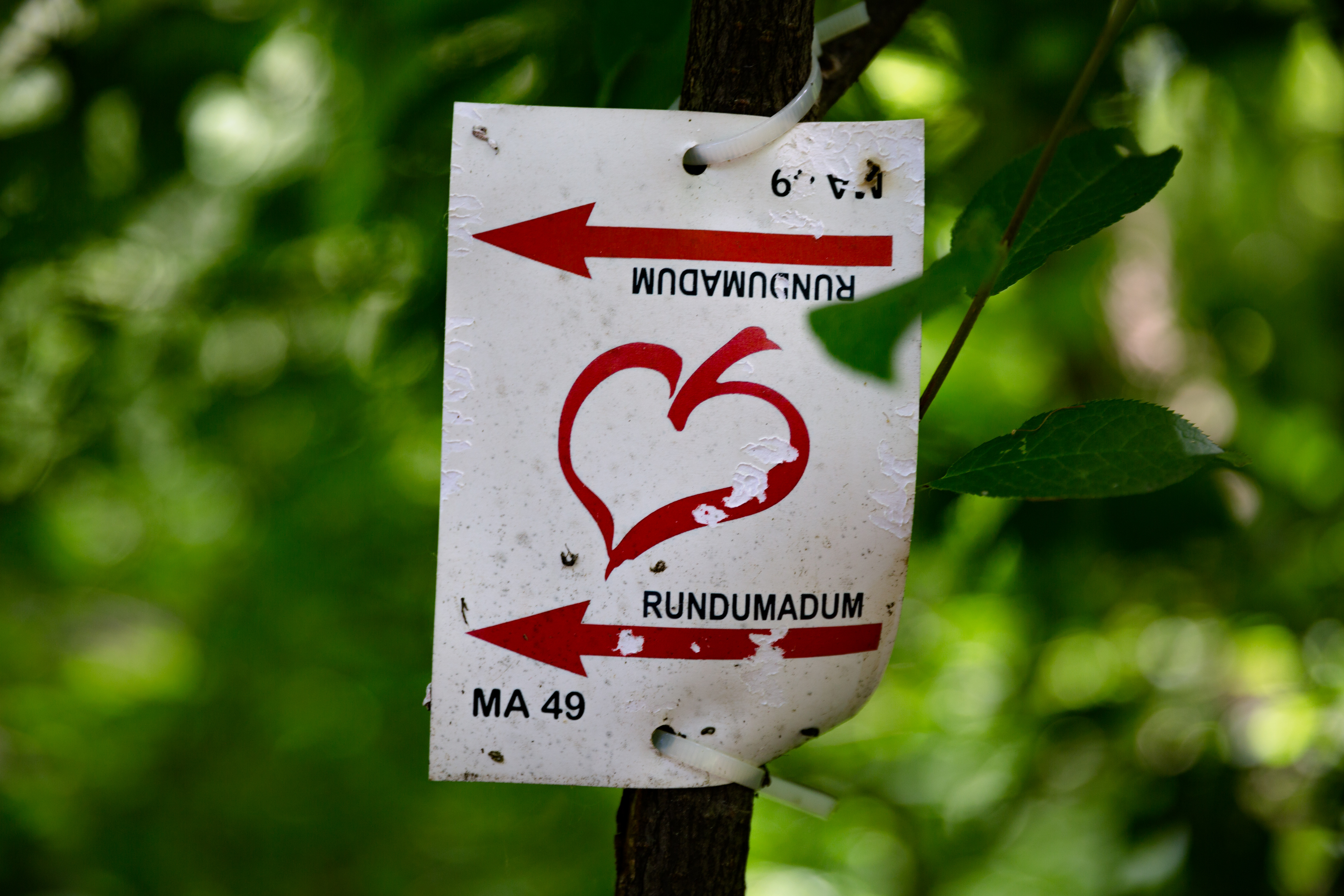
„rundumadum“ („rundherum“) als Name eines Wanderweges rund um Wien

1912 wurde eine Institution innerhalb der Österreichischen Akademie der Wissenschaften gegründet, die „Wörterbuchkanzlei“, die den Auftrag erhielt, ein bairisch-österreichisches Dialekt-Wörterbuch zu erstellen. Auf Basis dieses Wörterbuches konnte man wissenschaftlich nachweisen, dass wienerische Wörter und Lautungen bereits seit dem Mittelalter auch in andere österreichische Dialekte vorgedrungen sind. Ab den 1920er Jahren spricht man von „Jungwienerisch“.
Mit dem Ersten Weltkrieg und dem Zerfall der Monarchie entfiel die stete Versorgung mit Wörtern aus den ehemaligen Erbländern. Mit dem aufkeimenden Antisemitismus verließen auch die ersten Juden Wien. Als sie im NS-Regime vertrieben und in weiterer Folge im Zweiten Weltkrieg großteils ermordet wurden, wurden auch viele aus dem Jiddischen stammende Wörter im Wienerischen verboten und vergessen. Allerdings erkannten die Nazis nur einen Teil: Jene alten Ausdrücke, die längst zurechtgeschliffen und assimiliert waren, überlebten unerkannt. Aber auch schon in einem 1905 erschienenen „Wiener Dialekt-Lexikon“ wurden – Franz Seraph Hügels Idioticon Viennense dabei direkt kritisierend – jüdische Wörter und solche, die der Gaunersprache entsprungen sind oder zu ausländisch klingen, aus dem Vokabular gestrichen; und es wurde als Mahnung festgehalten:

„„Hütet euch vor dem falschen Wienertum, der echte Wiener ist heute nicht mehr so leicht zu finden.““

Auch Peter Wehle traf 1980 eine ähnliche Bemerkung, indem er zwischen assimilierten Wörtern und dem jüdischen Jargon unterschied. Über letztere Wörter schrieb er:

„Sie fehlen – mit Recht – in den Wiener Wörterbüchern, weil sie nur vom Mittelstand verwendet wurden […].“

Dieter Schmutzer widmet sich schließlich 1993 im Kapitel „Sehn S’, das is weanarisch“ seines Buches über die Wiener Mundartdichtung nicht nur der unterschiedlichen Herkunft wienerischer Ausdrücke, sondern geht auch auf die wiederholte Vertreibung und Verfolgung der Juden ein. Schließlich antwortet er konkret:

„Dies nur zur Erinnerung all jenen, die so gerne der „Reinhaltung“ von Sprachen, Rassen und Nationen das Wort reden.“

## Definition und Unterschiede
Bis heute ist die Wahrnehmung des Wienerischen im gesamtdeutschen Raum geprägt durch den Wiener Film, der in den 1930er-Jahren seine Höhepunkte erlebte. Die phonetisch kaum gefärbten Tonspuren der Sissi-Filme, die individuelle Aussprache Hans Mosers, das näselnde Schönbrunnerdeutsch eines (fiktiven) Graf Bobby oder das sogenannte Burgtheaterdeutsch zeigen Teile des Spektrums des Wiener Dialekts, sind aber für die tatsächliche Umgangssprache nicht repräsentativ.
Die früheren mikrogeographischen Unterschiede haben sich zwar mittlerweile weitgehend verschliffen; das Meidlinger L zum Beispiel ist längst nicht mehr auf diesen einen Bezirk, dem es zugesprochen wird, beschränkt. Dennoch bestehen nach wie vor vielfältige Variationen, je nach sozialem Stand, Beruf oder Anlass. Ein darin erfahrener Wiener kann jederzeit zwischen den Versionen wechseln, je nachdem, mit welchem Gesprächspartner er konfrontiert ist.
„Das Wienerische“ schlechthin ist also nicht exakt definierbar, da es sich aus einem breiten Spektrum örtlicher, chronologischer und situationsbedingter Varianten zusammensetzt. Es handelt sich im Wesentlichen heute um eine stilisierte Alltagssprache.

## Aktuelle Entwicklungen
Wie bei anderen Dialekten ist der Gebrauch des Wienerischen im Schwinden.
Als Hauptursache für das Veralten wird der Medienwandel gesehen, der Fortschritt globaler Informationstechnologie. Die aufgrund der weitaus höheren Einwohnerzahl von Deutschen dominierte Medienwelt des Sprachraumes (Werbung, Literaturübersetzungen, Filmsynchronisation) drängt ältere Ausdrucksformen in Österreich ebenso zurück wie etwa in der Schweiz. Diese Entwicklung betrifft allerdings neben dem Dialekt auch die österreichische Hochsprache, von der Artikelwahl bis hin zur Sprachmelodie. Dehnung und Artikulation werden sukzessive übernommen, ebenso wie Satzstellungen und Anglizismen.
Da sich auch der spezifische Wortschatz verändert, wird oft befürchtet, dass das „genuine“ Wienerische im Laufe der kommenden Jahrzehnte weitgehend in einer standardisierten deutschen Umgangssprache assimiliert werde. Diese Erscheinung ist allerdings auch bei anderen Varianten des Deutschen anzutreffen. Die Vereinheitlichung der Schrift- und Amtssprache, wie sie etwa Joseph von Sonnenfels förderte, verdrängte zunächst ganz bewusst die dialektalen Unterschiede, bevor sich im 19. Jahrhundert wieder ein Bewusstsein für regionale Identitäten und Eigenheiten entwickelte.

## Sprachliche Eigenheiten
Der Wiener Dialekt stammt wie alle bairischen Dialekte direkt vom Mittelhochdeutschen ab, weist aber durch den fränkischen Einfluss einige Besonderheiten auf.
Diese Tabelle zeigt die grundsätzliche Aussprache der Vokale, einige der zahlreichen Ausnahmen werden im Anschluss angeführt.
Die verwendeten diakritischen Zeichen sind:
- à für ein helles a
- å für ein verdunkeltes a
- ã für ein nasaliertes a

|         | Schriftsprache          | Mittelhochdeutsch       | Wiener Mundart      |
| ------- | ----------------------- | ----------------------- | ------------------- |
| a       | Sack blasen             | sac blâsen              | Såck blåsn          |
| e       | heften lecken Klee herb | heften lëcken klê härwe | heftn leckn Kle hàb |
| i       | sitzen lieb             | sitzen lieb             | sitzn liab          |
| o       | grob Brot               | grop brôt               | grob Brot           |
| u       | putzen gut              | putzen guot             | putzn guat          |
| ä       | Äpfel Käse Rädlein      | epfel kæse rädelîn      | Epfl Kàs Ràdl       |
| ö       | Böcke böse              | böcke bœse              | Beck bes            |
| ü       | Hütte hüten             | hütte hüeten            | Hittn hiatn         |
| au      | glauben Haus            | glouben hûs             | glaubm Haus         |
| eu (äu) | heuer Heu               | hiure höuwe             | heia Hei            |
| ei      | Leiter weit             | leiter wît              | Lattern weid        |

### Aussprache
Sehr charakteristisch für die Aussprache ist das helle, etwas gedehnte Wiener „à“ (Wiener Monophthongierung), das in obiger Tabelle mehrfach aufscheint. Es entstammt zum einen dem mittelhochdeutschen ei, das in den meisten bairischen Mundarten zum „oa“ geworden ist, aber in Wien zu „a“. In den letzten Jahrzehnten hat es sich auch ins ostmittelbairische Dialektgebiet verbreitet. Stà (Stein), I wààß (Ich weiß).
Man unterscheidet bei Wörtern, die im Standarddeutschen zwar gleich mit „ei“ oder „ai“ geschrieben werden, aber verschiedenen mittelhochdeutschen Ursprung haben. Beispiel: „Ich weiß“ (mhd weiz) und „Das Kleid ist weiß“ (mhd wîz). Ersteres wird als „I wààß“ gesprochen, Letzteres als „Des Klad’l is weiß“. Ebenso wird „Laib“ (mhd leip) im Standarddeutschen genauso gesprochen wie „Leib“ (mhd lîp), im Wienerischen aber als Làb bzw. Leib.
Einige andere Unterschiede sind nach Wehle nicht geklärt. In Wien sagt man „zwàà“ für „zwei“, aber nicht „zwààter“ (zweiter), sondern „zweiter“, ebenso „beide“ statt erwartungsgemäß „bààde“ (wie in Kärnten).
Das helle „a“ wird auch für das mittelhochdeutsche lange „ä“ verwendet, Schà (Schere), làà (leer) oder Jàger (Jäger).
Wenn das Schriftdeutsche „au“ für das mittelhochdeutsche „ou“ steht und wenn „m“ oder „l“ folgt, wird es ebenfalls als helles a gesprochen: Bàm (Baum), Tràm (Traum).
Das althochdeutsche „a“ wird wie in den bairischen Dialekten verdunkelt zu „å“ (nur annähernd „o“): Åff (Affe), Dåch (Dach). Das gilt nicht, wenn dieses „a“ unbetont ist („Galopp“ wird daher z. B. nicht verdunkelt) und auch nicht, wenn es sich um ein Fremdwort handelt (man spricht also von „Blechschåden“, sagt aber „Lackierer“ und „Kassa“); ebenso, wenn eine gewisse Distanz ausgedrückt werden soll, z. B. bei Personen- und Eigennamen. Eine weitere Ausnahme besteht beim Diminutiv, der ebenfalls die Verdunkelung aufhebt.
Folgt dem „a“ ein „l“, wird oi gesprochen: Woid (Wald), allerdings nur, wenn danach kein weiterer Vokal steht. Aus „Knall“ wird somit Knåller. Diese Regel bezieht sich aber auf das Gesprochene und nicht auf Geschriebenes. Ein Beispiel: Beim Wort „malen“ wird das unbetonte „e“ vor „n“ nicht gesprochen, dem „l“ folgt also kein Vokal mehr, sondern das „n“: Somit lautet das Wort „malen“ im Wienerischen letztlich wieder moin.
Bei Fremdwörtern wird „a“ vor „l“ zu äu: Kanäu (Kanal), Lineäu (Lineal). Auch das „au“ vor einem „l“ wird zu äu: Mäu (Maul), fäu (faul). Außerhalb Wiens wird dieses „au“ auch vor „b“, „p“ und „f“ zu einem a: kafn (kaufen) oder lafn (laufen). Davon haben sich aber auch in Wien Reste erhalten: rafn (raufen) und Happl (Haupt). Ansonsten wird „au“, „äu“ und „eu“ immer zu ei: Freid (Freude).
Durch „m“ oder „n“ wird das vorausgegangene, verdunkelte „å“ etwas nasaliert: „Damm“ wird zu Dãmm, „angelehnt“ zu ãng’lahnt. Da bei „an“ am Ende des Wortes das „n“ zusätzlich noch entfällt, wird „Mann“ zu Mã und „Eisenbahn“ zu „Eisenbã“.
Wenn dem „a“ ein „r“ folgt, wird oa gesprochen: Goaten (Garten). Befindet sich das „r“ zwischen zwei Vokalen, bleibt es aber erhalten, „Pfarrer“ ergibt Pfoara.
Markant ist auch die Aussprache des (betonten) „e“ vor einem „l“. Es wird beides zu einem offenen ö, z. B. Mö (Mehl), hö (hell) oder Zöt (Zelt).
Die Schriftsprache kennt nur ein „i“, im Mittelhochdeutschen gab es aber ein kurzes „i“ und eine Zwielaut „ie“. Dieser Unterschied findet sich im Wienerischen, indem der Zwielaut zu ia wurde: Diab (Dieb), Fliagn (Fliege). Vor „m“ und „n“ wird nasaliert und zu ea, also Wean (Wien) und Ream (Riemen). Das kurze „i“ bleibt (i = ich), wird allerdings vor „l“ zu einem ü, wobei das „l“ am Ende einer Silbe oder vor einem Mitlaut wegfällt: vü (viel), Müch (Milch).
Auch beim „u“ gibt es diese Unterschiede, kurzes „u“ bleibt u, wie bei Fuks (Fuchs), das mittelhochdeutsche „uo“ wird dagegen mit ua gesprochen, Muada (Mutter) oder Bluad (Blut). Vor „l“ wird es aber zu ui (Schui = Schule) und stark verändert vor „m“ oder „n“, wo es im Wienerischen zu einem hellen, nasalen a wird, tan (tun), während es außerhalb Wiens als oa (toa = tun) gesprochen wird.
Ein „o“ wird als geschlossenes o gesprochen. In Fremdwörtern und vor „m“ oder „n“ wird es aber annähernd ein nasaliertes ã und das „m“ oder „n“ wird fast unhörbar: Persån (Person). Bei alten Fremdwörtern, wie zum Beispiel „Trompete“, wird es zu u: Trumpetn.
Allen Dialekten im mittelbairischen Sprachraum ist eine Lenisierung gemein. „Harte“ Konsonanten wie t, p, k werden zu „d“, „b“, „g“, lediglich das K vor Vokalen bleibt davon ausgenommen: Dåg (Tag), broda (Prater) oder gråpfn (Krapfen), aber Kua (Kuh).
Ein „b“ zwischen Vokalen wird wie w gesprochen: liawer (lieber), Lewer (Leber).
Nur im Anlaut oder zwischen Vokalen bleibt ein „l“ erhalten. Am Schluss einer Silbe nach „a“, „o“ oder „u“ wird es zu einem i: Toi (Tal), Woid (Wald). Nach hellem „a“, „ei“, „e“, „i“ oder „ü“ entfällt es, verändert aber auch den Vokal:
- „a“+„l“ und „ei“+„l“ wird äu [ɶ]: kräun (kriechen, von „krallen“) bzw. Pfäu (Pfeil)
- „e“+„l“ wird ein geschlossenes ö, wie in Ködn (Kälte) oder offen, wie Mö (Mehl)
- „i“+„l“ und „ü“+„l“ wird ü: fü (viel), fün (füllen)

„n“ am Wortende entfällt, dafür wird der Vokal nasaliert (s. o.), aber nicht bei Doppel-nn.
„r“ entfällt oder wird durch eine Art a ersetzt.
„rs“ wird oft zu rsch, z. B. erscht (erst), Durscht (Durst), aber nicht bei einer Beugung des Verbs, also „Du fährst“ wird als du fårst gesprochen.
Ein „h“ im Inlaut zu ch: Zechn (Zehe)
„ch“ im Auslaut entfällt: mi (mich) di (dich).
Für die Vorsilbe „be-“ gibt es im Wienerischen nur wenige Beispiele, es bleibt entweder erhalten, wie bei begleitn (begleiten), es wird ein anderes Wort verwendet, wie bei g’hoitn (behalten, eigentlich: gehalten) oder, wenn ein „s“ folgt, wird das „e“ weggelassen: b’soffn (besoffen), b’stöt (bestellt). Gleiches gilt für „ent-“, wo aber manchmal nur das „t“ erhalten bleibt: t’schuldign (entschuldigen).
„Er-“ wird immer zu da-: daschlogn (erschlagen), dafongan (erfangen) oder dawischn (erwischen). Hier weisen Schuster und Schikola darauf hin, dass Wörter, bei denen das „er-“ erhalten blieb, erkennen lassen, dass sie aus der Schriftsprache übernommen worden sind: erfoan (erfahren), erlau’m (erlauben) oder erhoin (erholen).
Die Vorsilbe „ge-“ verschwindet vor „b“, „p“, „d“, „t“, „g“ und „k“: bundn (gebunden), plåtzt (geplatzt), draht (gedreht), trunkn (getrunken), gift (gegiftet), klungen (geklungen). Steht die Vorsilbe vor einem Selbstlaut, entfällt das „e“: g’ärgert (geärgert), g’soffen (gesoffen).
„Ver-“ und „Zer-“ werden regelmäßig zu fa- und za, wie bei faflixt (verflixt), fanudl’t (vernudelt), zadruckt (zerdrückt) oder zalegt (zerlegt).
Die Aussprache hängt aber auch von der Position im Satz ab. „Ich werde dir helfen“ zum Beispiel würde wie „I wia da hööfm!“ gesprochen werden, „Dir werde ich helfen“ hingegen als „Dia wia i hööfm!“ Hier kann auch, je nach Sprecher, ein Sprosskonsonant als Sprechhilfe eingefügt werden: „Dia wia-r-i hööfm!“ (Euphonie).
Wie schon angedeutet, gibt es oft Ausnahmen, die nicht erklärt werden können. Auch was ein Fremdwort ist, scheint eher vom subjektiven Empfinden abhängig zu sein: Das Wort „Tabak“, das zweifellos ein Fremdwort ist, wird ungeachtet dessen als Dåwåg mit verdunkeltem „a“ gesprochen. Schikola vermutet, dass wegen der Alltäglichkeit das Wort gewissermaßen „eingewienert“ worden ist. Bei anderen Ausnahmen (Geist, Fleisch und Kaiser, gesprochen wie geschrieben) nimmt er an, dass ihnen mit einem gewissen religiösen Respekt begegnet wird und sie daher nicht im Dialekt gesprochen werden.

### Grammatik
Was die Deklination betrifft, ist der hochdeutsche Genitiv im Wienerischen unbekannt. Er kann aber in Redewendungen noch auftauchen: „Um Gotts Wüll’n“ (Um Gottes Willen). Entsprechende Relationen (Besitz, Verfügung) werden via Dativ plus Possessivpronomen formuliert: Augusts Gefährtin ist daher „dem Gustl sei Oide“ („dem Gustl seine Alte“) – geläufig in der Form „in Gustl sei Oide“. Dieses (unbetonte) „in“ kann auch beim Akkusativ verwendet werden: „in Gustl lod ma ei“ („den Gustl laden wir ein“). Wenn es nicht um Personen geht, wird „vom“ verwendet und der Satz umgestellt: „Das End’ vom Liad’l“.
Im Wienerischen wird gerne „Ihnen“ (3. Person Plural) statt der Höflichkeitsform „Sie“ verwendet: „Griaß ihna“ („(ich) begrüße Sie“). Oft auch beides in Kombination: „Kennan S’ ihna vurstöll’n, dass …“ („Können Sie sich vorstellen, dass …“). Beim fehlerhaften Übertragen dieser Sprechweise in ein (vermeintliches) Hochdeutsch kann das zu Aussagen führen wie: „Hüten Sie sich ihnen“ (statt „Hüten Sie sich“).
Weitere sprachliche Spezifika stellen unter anderem das wie im Komparativ dar („greßa wia“ = größer als; „ois wia“ = als) oder der oft – im Gegensatz zur Grammatik – beigefügte Artikel (Geld = „a Göd“, d. h. „ein Geld“). Auch wird dem eigentlichen Verb gerne ein „tun“ vorangesetzt: „tuasd eh schaun“ = „achtest du auch wirklich darauf“.
Das Mittelwort der Gegenwart wird im Wienerischen durch die Endung „-ert“ ausgedrückt, gesprochen aber „-at“, z. B. „rennat“ (rennend), „spinnat“ (spinnend) oder „singat“ (singend).
Beim Mittelwort der Vergangenheit wird von der Vorsilbe „ge-“ nur als „g“ gesprochen, z. B. „g’söcht“ (geselcht), „g’spunnan“ (gesponnen) oder „g’någ’lt“ (genagelt). Das „g“ entfällt allerdings, wenn ein Verschlusslaut folgt, also „trunk’n“ für getrunken.
Im Wienerischen gibt es auch keine Mitvergangenheit, es heißt immer „I bin gångan“ (Ich bin gegangen) für „Ich ging“.

## Sprachgebrauch

### Wortschatz
Im Wienerischen haben sich alte Wendungen erhalten, die der Hochsprache fremd geworden sind. Es gibt wie bei den meisten Dialekten keinerlei verbindliche Orthographie. Charakteristisch für das Wienerische ist ein Pendeln zwischen Standarddeutsch und Dialekt, abhängig von der Situation und der sozialen Schicht (Julius Jakob schreibt 1929 von einer „Vermischung von Volkssprache mit Schriftdeutsch“).
Zugleich assimilierte das Wienerische stets Wörter aus anderen Sprachen. Ein solches Wort ist beispielsweise der Tschick (Zigarette), abgeleitet vom italienischen „cicca“. Es wird im Tschickarretierer (Kippensammler) verwendet und in Form von tschicken (rauchen) auch als Verb benutzt. Auf diese Weise haben viele Wörter aus den Sprachen der Kronländer sowie aus Frankreich und Italien ihren Platz im Wienerischen gefunden. Ebenfalls findet sich eine Vielzahl von Ausdrücken aus dem Jiddischen und der Sprache der Roma und Sinti. Viele der heute typisch wienerischen Ausdrücke wurden seit dem Mittelalter erst in die Wiener Gaunersprache übernommen und später in den Wiener Dialekt importiert.
Auffällig ist die Vorliebe für das Diminutiv, wobei an Stelle des hochdeutschen -chen die Silbe „-erl“ angehängt wird. Damit ist jedoch nicht zwangsläufig eine – in welcher Hinsicht auch immer – kleinere Version des Hauptbegriffes gemeint. Oft ist es nur Ausdruck der Sympathie, weshalb ausschließlich historisch lange Gewohntem oder standesmäßig Adäquatem diese Vertraulichkeit zukommt. Ein „Geigerl“ beispielsweise unterscheidet sich äußerlich nicht von der „Geign“ (Violine); mit ersterem Kosenamen wird das Instrument aber eher bedacht, wenn es beim Heurigen erklingt. Andere scheinbar verkleinerte Substantiva haben im Wienerischen überhaupt keine „große“ Entsprechung, wie etwa das „Stamperl“ (Schnapsglas) oder das „Pantscherl“ (amouröse Affäre).
Bei der Intonation von Diminutiva werden Vokalverdumpfungen des Ausgangswortes rückgängig gemacht: Der Bach heißt „Boch“, sein kleines – respektive familiäres – Pendant jedoch „Bacherl“. Das bloße „-l“ als Suffix hingegen dient oft weniger der Verkleinerung als der Differenzierung: „Glos“ = Glas allgemein, „Glasl“ = Trinkglas, „Glaserl“ = familiär; „Håus“ = Haus allgemein, „Heisl“ = Abort (!), „Heiserl“ = Eigenheim.
Auffallend ist, dass es sehr viele Wörter mit der Vorsilbe „Ge-“ gibt, zum Beispiel „G’stätt’n“, „G’spusi“ oder „G’wirkst“ (Stätte, Liebschaft, Unannehmlichkeit). Im Wienerischen haben sehr viele Feminina auch in der Einzahl bereits ein „-n“ als Endung, wie „die Ratsch’n“ statt „die Ratsche“ oder „die Watsch’n“ statt „die Watsche“ (Ohrfeige). Oft wird auch im Anlaut ein „f“ zu „pf“: „pfuaz’n“ statt „furzen“.

### Übertreibung und Bildhaftigkeit
Sachverhalte werden selten in trockener, realistischer Form dargelegt. Formale Unter- und Übertreibungen sind fixer Bestandteil von Schilderungen, wobei sie seitens des Angesprochenen durchaus semantisch exakt „entschlüsselt“ werden. Eine Distanzbeschreibung wie „do brauchst ned ewig und drei Tog umahatschn, do foist dreimoi um und bist scho duat“ versteht der Wiener etwa als – positive – Mitteilung, dass das gemeinte Ziel zu Fuß in weniger als zehn Minuten erreichbar ist (umgangssprachliches Hochdeutsch ungefähr „Da brauchst du nicht ewig und drei Tage umherlatschen, da fällst du dreimal um und bist schon dort“, das heißt, die Entfernung betrage übertrieben und bildhaft gesprochen „nur drei Körperlängen“).
Ein weiteres Merkmal ist der häufige Einsatz von Gleichnissen, die ebenso abstrakt wie bildhaft sein können: „schiach wia da Zins“ („hässlich wie die Mietzahlung“), „ågschitt wia a Hydrant“ („angeschüttet“ = betrunken) und so fort.

### Der „Wiener Schmäh“
Zentrales Element des Wienerischen ist die (selbst-)ironische Doppelbödigkeit. Die Grenzen zwischen Ernst und Witz sind dabei fließend. Diese Form der Kommunikation spiegelt eine Lebenshaltung wider, die sich stets ein gewisses Augenzwinkern bewahrt.
Der Duden leitet das Wort aus dem mittelhochdeutschen smæhe ab und übersetzt es mit „Trick“, aber auch mit „Sprüche“ und „Scherze“. Nach Peter Wehle hingegen kommt es vom jiddischen schemá (Erzählung, Gehörtes). Ortsfremden, insbesondere Deutschen, ist es meist unmöglich, die feinen Nuancen zu erkennen; da auch Mimik und Tonfall in das hintersinnige Wechselspiel eingebunden sind, wird Ironisches oft ernst genommen oder Freundlich-Scherzhaftes als Spott missverstanden.
Der Wiener Schmäh kann sich aber auch in ganz einfachen Dingen zeigen, wie sie Ludwig Hirsch in seinem Lied von der „Tante Dorothee“ nennt, etwa die „Totenmaske vom Beethoven, mit Ohrenschützern drauf“.

## Medien

### Lyrik und Prosa
Eine bairische Dialektliteratur gibt es erst seit der Standardisierung der deutschen Hochsprache gegen Ende des 18. Jahrhunderts. Meist sind darin nur einzelne Wendungen Dialekt, weil die Hochsprache als Literatursprache und schickliche Ausdrucksweise galt. Selbst im Werk Peter Roseggers sind oft nur dialektale Anklänge zu finden. Die Volkssänger gegen Ende des 19. Jahrhunderts verbanden den Frack, in dem sie auftraten, mit dem ungenierten Gebrauch der Mundart, was den Reiz des Unanständigen, aber Verbindenden hatte. Die „Volkssprache“ schien sich über Anstandsregeln, verstanden als soziale Grenzen, hinwegzusetzen. Die Tabuverletzung und das gemeinsame Bekenntnis zum „Einfachen“ durch vermehrten Dialektgebrauch wurden zunehmend vermarktet und mit der problematischen Wertung „gesund“ versehen.
1935 brachte Josef Weinheber seinen erfolgreichen Gedichtband Wien wörtlich heraus, der unter anderem Dialektverse enthält („Der Auflauf“); manches davon fand später auch Eingang in österreichische Schulbücher, nicht zuletzt wegen seiner völkisch-nationalen Gesinnung. Im gleichen Jahrzehnt verfasste – unter ganz anderen Vorzeichen – Peter Hammerschlag seine skurrilen Gedichte, einige davon auf Wienerisch („Pülcherdialog ad infinitum“ und auch das „Krüppellied“) oder mit zumindest wienerischem Einschlag; veröffentlicht wurden sie allerdings erst vierzig Jahre später von Friedrich Torberg.
Nach dem Zweiten Weltkrieg sorgte die Wiener Gruppe für eine Renaissance der Dialektlyrik: Neben einschlägigen Werken etwa von Gerhard Rühm oder Konrad Bayer gilt vor allem das diesbezügliche Œuvre H. C. Artmanns („med ana schwoazzn dintn“ etc.) bis heute als richtungsweisend. In den 1970ern brachten es die Mundartdichter Trude Marzik („Aus der Kuchlkredenz“) und Anton Krutisch („Wiener Lavendel“) zu einer gewissen Popularität. In jüngerer Zeit hat Hans Werner Sokop mehrere Gedichtbände auf Wienerisch herausgegeben.
Schon im umfangreichen humoristischen Werk Alexander Roda Rodas finden sich unter anderem wienerische Dialoge („Wie man dem Wienerherzen wehetut“). 1906 erschien dann der berühmt-berüchtigte, Felix Salten zugeschriebene Roman Josefine Mutzenbacher: Die pornographische „Geschichte einer Wienerischen Dirne, von ihr selbst erzählt“ bedient sich – milieugemäß – auch des örtlichen Sexualwortschatzes. 1971 veröffentlichte Wolfgang Teuschl Da Jesus und seine Hawara, eine Übertragung des Evangeliums ins Wienerische, die mittlerweile zum modernen Klassiker avancierte. Auch Hans Werner Sokop verfasste mehrere Mundartbücher und übertrug den Struwwelpeter, Geschichten von Wilhelm Busch und Der kleine Prinz in den hiesigen Dialekt. Zusätzlich übersetzte er zwei Gesänge aus Dantes Göttlicher Komödie ins Wienerische. In Zusammenarbeit mit Karlheinz Hackl, Elfriede Ott, Günter Tolar, Gerald Pichowetz u. a. publizierte Gerhard Blaboll ab 2007 mehrere humoristische und leicht lesbare Bücher, aus denen häufig vorgetragen wird.

### Theater und Kabarett
Das Alt-Wiener Volkstheater des 18. und beginnenden 19. Jahrhunderts hatte die „einfachen“ Gesellschaftsschichten als Zielpublikum und bediente sich ihrer Sprache. Zur Zeit von Joseph Anton Stranitzky gab es noch kein Standarddeutsch, daher wurden seine dialektalen Texte noch nicht als solche wahrgenommen. Die Zensur zwang die Theater, alles auf der Bühne Gesprochene zuvor aufzuschreiben, und machte dadurch den Unterschied zwischen gesprochener und geschriebener Sprache bewusst. Josef Alois Gleich, Karl Meisl und Adolf Bäuerle bedienten sich noch des Dialekts, ohne in ihm einen Verstoß gegen die Standardsprache zu sehen. Eine Generation später mussten sich Ferdinand Raimund und Johann Nepomuk Nestroy mit dem Dialekt gegen eine etablierte Literatursprache behaupten, was Raimund löste, indem er die Literatursprache durch den Dialekt poetisierte, und Nestroy, indem er hohle Formulierungen durch den Dialekt entlarvte. In seinem letzten Werk Häuptling Abendwind (1862) machte er das Wienerische zur Sprache wilder Indianerhäuptlinge, übersteigerte also die Vorstellung vom Dialekt als Natursprache.
Nach 1860, als solche Feinheiten von einem guten Teil der Einwohner aufgrund der Veränderungen in der Bevölkerungsstruktur und der Vergrößerung der Stadt durch Zugereiste nicht mehr verstanden wurden, folgte dem Volksstück die Wiener Operette nach, die wenige leicht verständliche und dennoch „wienerische“ Dialektelemente enthielt. In Kopie der englisch-französischen Music-Halls entstanden viele sogenannte Singspielhallen, in denen eine subbürgerliche Sprache üblich war. Die meisten Texte im populären Theater stammten aus Italien (Oper), Frankreich und Großbritannien (Posse und Operette) und wurden bei ihrer Übersetzung „verwienert“, wofür es Spezialisten gab wie Camillo Walzel. Das Wienerische wurde in einer Zeit der Überfremdungsängste, wie sie etwa Adam Müller-Guttenbrunn schürte, zum Zeichen der Ursprünglichkeit. Große Ausstrahlung hatten etwa die Auftritte des Komikers Ludwig Gottsleben anlässlich der Wiener Musik- und Theaterausstellung 1892. Ein Kabarett konnte sich im 19. Jahrhundert aufgrund der strengen Zensur noch nicht entfalten. Ansätze zum Kabarettistischen zeigen sich schon in den Stücken von Ottokar Franz Ebersberg.
Ludwig Anzengruber bemühte sich um einen „lebenswahren“ Dialekt auf der Schauspielbühne. Zu Beginn des 20. Jahrhunderts wurde die Tradition des Volksstückes eher noch zitiert als fortgeführt, so von Jura Soyfer (Der Lechner Edi schaut ins Paradies) oder Ödön von Horváth (Geschichten aus dem Wiener Wald), der keine Authentizität im Sinne hatte, sondern vielmehr eine nach Dialekt klingende Kunstsprache erfand. In Karl Kraus’ zwischen 1915 und 1922 verfasstem satirischen Weltkriegs-Drama Die letzten Tage der Menschheit illustrieren die Sprachgewohnheiten der Protagonisten den kriegshetzerischen Irrwitz jener Zeit.
Das Kabarett Simpl wurde 1912 gegründet; in der Zwischenkriegszeit hatte hier Fritz Grünbaum die Doppelconférence weiterentwickelt. Unter der künstlerischen Leitung von Karl Farkas wurde es zur Legende. Er selbst sprach in den Programmen meist Wiener Hochdeutsch, leicht jiddisch eingefärbt – der Dialektpart blieb eher Ernst Waldbrunn vorbehalten, seinem berühmtesten Bühnenpartner. In den 1960er Jahren dominierten zwei Bühnen die Wiener Kabarettszene: das Simpl und die „Konkurrenz“ im Neuen Theater am Kärntnertor. 1959 von Gerhard Bronner eröffnet, entstanden hier – in Zusammenarbeit mit Größen wie Georg Kreisler oder Carl Merz – unter anderem Klassiker wie der Travnicek und Der Herr Karl (beide mit Helmut Qualtinger). In Qualtingers Kabarettnummern zeigte das Wienerische seine Eignung für sprachliche Travestien: Qualtinger konnte auch das Englische durch Wiener Dialekt darstellen wie 1957 in Der Bundesbahn-Blues oder Jedermann-Kollapso als Parodie auf Harry Belafontes Banana Boat Song, die 1962 auch auf einer LP erschienen.
Heute ist die Mundart auf Kleinkunstbühnen beispielsweise von Lukas Resetarits, Andreas Vitásek, Alfred Dorfer, Josef Hader, Günther Paal oder Thomas Maurer zu hören. Der einzige Kabarettist, der seine Programme in unverfälschtem Wienerisch spricht, ist jedoch Roland Düringer.

### Musik
Eines der wichtigsten Merkmale des Wienerliedes findet sich bereits in dem vom Chronisten Jans Enenkel nach dem Tod des sängerfreundlichen Herzogs Leopold VI. in Versen verfassten Klagelied: die sprichwörtliche Raunzerei (Klagen, Jammern), die auf der steten Sehnsucht nach dem Vergangenen, der „guten alten Zeit“, beruht. Als die Babenberger von den Habsburgern abgelöst waren, raunzte man wieder. Das Eigenlob als weitere Zutat taucht zur selben Zeit auf. Aber auch andere lobten Wien für seine Musikalität, so Walther von der Vogelweide, der hier „singen und sagen“ gelernt haben will. Im 13. Jahrhundert entstanden erste Trink- und Brauchtumslieder. Spätestens ab 1278/96 war das Gewerbe der Spielleute und Gaukler unter dem Spielgrafen, einem landesfürstlichen Beamten mit richterlichen Befugnissen, zünftisch geregelt. Die „Nikolaibruderschaft“ war die erste Musikerzunft, bei der neben kirchlichen auch weltliche Lieder gesungen wurden. Die ersten Trink- und Brauchtumslieder entstanden und somit ist ein weiteres Thema des Wienerliedes geboren: „Wein, Weib und Gesang“. In einem Lied aus dem 16. Jahrhundert werden die Wiener Weinkeller als Bergwerke dargestellt, in deren Gruben man sich den „Kragen, den Bauch und auch den Magen“ beim Osterwein füllt. Roland Neuwirth schreibt darüber: 

„Bereits hier, beim heiteren Vergleich des Weinkellers mit einer Erzgrube, finden wir also jenen metapherngeprägten Humor, der später zum Charakteristikum des Wiener Dialekts wird und einen Großteil des vielzitierten »Schmähs« ausmacht.“

Der Nürnberger Hans Sachs gibt in „Ein Lob-Spruch der Haubt-Stat Wien in Oesterreich“ aus dem Jahr 1567 ein Bild davon, welche Bedeutung der Wein zu jener Zeit hatte:

„Die weinkeller so dief und weit,

Daß man vermaint zu dieser zeit,

Stat Wien, die hab unter der Erd

Mer gepeus, den drob funden werd.“

Das Volk musizierte mit Flöten, Bratschen, Geigen und Posaunen, während die Bürgerlichen vorwiegend Fidel und Harfe spielten. Ab der Renaissance wurden auch Laute, Leier und Theorbe gespielt. Notenmaterial ist aus dieser Zeit nur sehr spärlich überliefert, jedoch wird die Musikalität Wiens in Berichten ausländischer Reisender schon ab 1260 gelobt. Wolfgang Schmeltzl schreibt 1548 in seinem Lobspruch auf die Stadt Wien:

„Sie seind vil Singer, saytenspil,

Allerlay gsellschafft, fremden vil.

Mehr musicos und Instrument

Findt man gwißlich an khainem end.“

Die Renaissance brachte auch die mehrstimmige Satzweise und damit das Wienerlied einen Schritt näher zur später typischen austerzenden Zweistimmigkeit. Durch die Gründung der Hofmusikkapelle zog Wien viele Komponisten und Musiker an. Ab dem ausgehenden 15. Jahrhundert gab es auch immer mehr Bänkelsänger und „Liederweiber“, die verschiedenste Nachrichten in moritatenhaften Liedern und ab dem 16. Jahrhundert auch in Schnaderhüpfeln zum Besten gaben; einige von diesen Werken wurden durch Abraham a Sancta Clara erhalten. Ferdinand I. ließ laut einer Verordnung aus dem Jahre 1552 polizeilich gegen „Lanndfahrer, Singer und Reimsprecher“ einschreiten, die „leichtvertig und vnschampere Lieder“ sangen, doch konnte dies die Sangesfreuden der Wiener nicht beeindrucken. In den Weinkellern wurde feucht-fröhlich weitergesungen, selbst Lieder beider christlichen Konfessionen fanden sich ein, wie etwa „Maria, die künigein“. Während des Dreißigjährigen Krieges wurden statt lustiger Lieder Soldatenlieder gesungen, die nicht in Wien entstanden sind; die Moral sank und der Alkoholismus nahm bei Frauen und Männern zu. Die Situation wurde schließlich in satirisch-humoristischen Sittenliedern nach Art der frühen Wein- und Heurigenlieder künstlerisch verarbeitet, wie etwa in dem Lied „Von drey versoffenen Weibern“. Vermutlich stammt ein großer Teil der Sittenlieder aus der Feder des Jesuiten Andreas Knechtl. Das 16. und 17. Jahrhundert brachte aber auch Volkslieder für fast alle Berufsstände und ebenso Spottlieder über sie mit sich, in welchen oft irreguläre Geschäftspraktiken aufgegriffen wurden. Zugleich wurde das Singen in Mundart immer gebräuchlicher. 1656 ist es Ferdinand III., der in einer „Infektionsverordnung“ gegen die allseits beliebten „Zeitungssinger, Bey welchen sich gemeiniglich eine mänge Volcks zu versamblen pflegt“, einschreitet. Mit dem Sieg über die Türken 1683 erklangen wieder Sieges- und Freudenlieder, doch war es der Bejubelte selbst, Prinz Eugen, der 1703 einen weiteren Versuch unternahm, die zum Stand der Bettler zählenden und vorwiegend auf Hackbrett und Dudelsack spielenden Straßenmusikanten zu vertreiben. Im „Narrenkalender“ von 1712 verfasste Johann Valentin Neiner die gegen die Sänger gerichtete Polemik „Die Lieder-Narren oder Die zu allen Fristen ungereimten Componisten“:

„Kaum wird ein Dieb an den Galgen gehenckt

So wird schon drüber ein Lied erdenckt

Das dalckerte Lied, das reimet sich

Als wie oft Ar… und Friederich.“

Doch auch diesen Angriffen hielten die Straßenmusikanten Stand. Sie unterhielten weiterhin die Menschen der Stadt und zahlten keine Steuern, wie ihre in den Bruderschaften organisierten, hoch angesehenen Kollegen. Ende des 18. Jahrhunderts erschienen erstmals gedruckte Texte der Harfenisten und Bänkelsänger. Einer der Bänkelsänger des 17. Jahrhunderts, der liebe Augustin, gilt heute als erster „echter“ und legendärster Wienerliedsänger. Ebenso gilt er aber auch als Urvater der Mentalität des gemütlichen Wieners, der nicht untergeht. Ein Motiv, das zunächst häufig zu Todesliedern von Johann Strauss gesungen wird, sich aber auch noch in Wienerliedern bis in heutige Tage wiederfindet. Auch Melodien von Joseph Lanner wurden wienerisch vertont, wodurch die beiden Komponisten ohne bewusstes Zutun zu Wienerlied-Komponisten wurden.
Mit dem lieben Augustin verschwand auch bald der Dudelsack aus dem Gehör der Wiener; die Harfe war das beliebteste Begleitinstrument des 18. und 19. Jahrhunderts. Auch Blinde waren nicht selten unter den Sängern und Harfenisten zu finden. Oft verfassten bekannte Literaten ihre Texte, wie auch Ignaz Franz Castelli für einen der populärsten, den „blinden Poldl“. Auch Franz von Schober, Anastasius Grün, Ferdinand Sauter, Nikolaus Lenau, Alois Blumauer und nicht zuletzt Ferdinand Raimund gehörten zu dem Wienerlied textenden Kreis. Etwas weniger literarisch geht es in den um 1800 gesungenen Spittelberg-Liedern zu. In dem Vergnügungsviertel vor den Toren der Stadt herrschte buntes Treiben: Von den 138 Häusern waren 58 im Besitz einer Schankberechtigung.

„A Mensch wollt i pudern,

i hab mi net traut,

drauf hab i mei(n) Nudl

am Bam anighaut.“

Johann Baptist Moser machte es sich zur Aufgabe, das Niveau der Wienerliedtexte zu heben und verfasste zahlreiche Couplets, in denen er die Wiener ironisch betrachtet. Als Reformator des Wienerliedes wird ihm die Einführung der wiederkehrenden Refrainzeilen zugeschrieben, auch tauschte er die Harfe gegen das Klavier. Die von den tiefen Texten übersättigten Wiener nahmen seine Werke gerne an, das Ansehen der Volkssänger wurde gehoben. Sie setzten ihrer Bezeichnung das Prädikat „Salon“ voran und waren nun Salon-kapellen, -orchester, -geiger etc. Moser war jedoch auch für die Auftrittsgenehmigungen zuständig und wirkte in seiner Funktion zensierend, indem er die Aufführung ihm nicht genehmer Lieder verbot. Die nun auch von Spontanität, Kritik und Aufmüpfigkeit bereinigten Lieder wurden vor Eintrittsgeld zahlendem Publikum vorgetragen, statt wie bisher durch anschließendes Absammeln entlohnt. Verdrängt wurde er schließlich von Josef Modl und Johann Fürst, auch Berufsgruppen wie die Fiaker und die Wiener Wäschermädeln schieben sich in den Vordergrund. Josef Bratfisch, Leibfiaker von Kronprinz Rudolf, wurde ein berühmter Volkssänger mit oft derben, zotigen Liedern sowie ein Wiener Original. Ein weiterer bedeutender Wienerliedsänger war Edmund Guschelbauer, vor allem bekannt für das von Josef Sioly komponierte Lied „Weil i a alter Drahrer bin“, aber auch für das von Engelbert Herzog komponierte Lied mit dem folgenden Refrain:

„I bin a echter Weana

so nach’n alten Schlag,

der nur a ferme Gaude

und a a Wein’l mag.“

Die Ringstraßenzeit wurde zur Blütezeit des Wienerliedes. Josef Sioly komponierte über 1000 Wienerlieder, für die häufig Wilhelm Wiesberg die Texte lieferte. Als Begründer des politischen Liedes, das Missstände der Zeit polemisch aufs Korn nimmt, gilt der Texter und Komponist Ignaz Nagel, der ebenfalls mehr als 1000 Lieder schrieb. Karl Föderl meldete ebenfalls 1000 Wienerlieder an. Carl Lorens komponierte mehr als 2000 Lieder, die er großteils auch selbst textete. Ludwig Gruber brachte es auf 3000 komponierte Lieder, für die er teilweise auch die Texte schrieb, etwa „Mei Muatterl war a Weanerin“ und „Es wird a Wein sein“. Vertont wurden sie unter anderem von der berühmten Maly Nagl. Ein Beispiel für kraftvolle Ursprünglichkeit ist Rudolf Kronegger, der auch viele Lieder für Maly Nagl schrieb.
Neben Maly Nagl brachte die Zeit eine große Zahl an Volkssängerinnen hervor. Antonie Mansfeld trat als frivole Lieder singende Diva auf, ehe sie knapp vierzigjährig im „Irrenhaus“ starb. Luise Montag, die einen Stimmumfang von vier Oktaven hatte, trat mit Edmund Guschlbauer im Duett auf und wurde als „Lercherl von Hernals“ berühmt. Verarmt starb auch sie im „Irrenhaus“. Fanny Hornischer hatte es besser erwischt, obwohl sie keine gute Stimme hatte; ihre Texte, u. a. „Halt di z’ruck, Schackerl“, waren umso gepfefferter. Emilie Turecek war als „Fiakermilli“ bekannt. Sie gehörte zum Kreis Johann Bratfischs und auch der Gebrüder Schrammel. „Ich bin halt noch so unerfahr’n!“ war eines ihrer beliebtesten Coupletlieder. Die Brüder Josef und Johann Schrammel, Heurigenmusiker mit klassischer Geigenausbildung am Konservatorium, gründeten gemeinsam mit Anton Strohmayer an der Kontragitarre 1878 ein Terzett und erweiterten dieses 1884 um den Klarinettisten Georg Dänzer zum Quartett. Später wurde die Klarinette durch die Harmonika ersetzt. Die „Schrammeln“, wie sie sich nannten, waren bei allen Festivitäten zugegen und fanden auch Eingang in die Kreise des Adels. Weltbekannt wurde der Marsch „Wien bleibt Wien“. Johann Schrammel war mit einer von ihm angelegten Sammlung alter Tänze (Bezeichnung für die Melodien der alten Wienerlieder) auch Retter alter Volksmelodien. Mit dem Zerfall der Monarchie besingen die Wiener einzelne Stadtteile der ihnen zu groß gewordenen Stadt und beschwören damit ihre im Groß-Wien aufgegangenen Vororte, sie fühlen sich entwurzelt und finden sich beim Heurigen wieder, der Heimat der Schrammelmusik.
Mit der Machtübernahme der Nazis emigrierten zahlreiche Textautoren, insbesondere jene, die für Robert Stolz geschrieben hatten, der ebenfalls das Land verließ. Darunter waren etwa Walter Reisch, Kurt Robitschek, Alfred Grünwald und Arthur Rebner. Auch Peter Herz, der für Hermann Leopoldi u. a. „In einem kleinen Café in Hernals“ und „Schön ist so ein Ringelspiel“ textete, musste die Zeit im Exil verbringen. Das vom bereits 1921 verstorbenen Gustav Pick verfasste Fiakerlied wurde unter den Nazis verboten. Fritz Löhner-Beda, Jura Soyfer und Fritz Grünbaum wurden in KZs umgebracht. Zuvor schrieb Fritz Löhner-Beda mit Hermann Leopoldi das Buchenwaldlied. Das Dachaulied ist ein Werk von Herbert Zipper und Jura Soyfer.
Zur Melodie des flotten Marsches „Heut’ kommen d’ Engerln auf Urlaub nach Wean“ von Franz Josef Hub und Ferry Wunsch wurde in Wien im Untergrund ein neuer Text als Form des sanften Widerstands gedichtet:

„Was is denn heut nur los,

was is denn heute gschehn?

Es san so überfüllt die deutschen Panzerwägn!

A Weaner, den i frag, der sagt vor lauter Plag,

i sag dir glei den Grund für diesen Einmarschtag:

Heut’ kommen d’ Piefke auf Urlaub nach Wean,

da gibt’s was z’fressn und des habn de gern!

Da gibt’s die Schrammeln, a Weinderl dazua,

de fressen und saufn bis morgn in da Fruah!

Hinter an Bam steht da Göring und lacht:

das hat der Adolf schon sehr g’scheit gemacht!

Der Petrus im Himmel schlagt z’sammen die Händ:

Weanaleit, Weanaleit, euch habn’s darennt!“

In der Nachkriegszeit wuchs das Bedürfnis nach Unterhaltung mit lokalem Bezug. Dieses wurde u. a. von Trude Mally befriedigt, die auch bei den Staatsvertragsverhandlungen für Stimmung gesorgt haben soll. Die von Neubeginn, Vergessen und guter Laune geprägte „österreichische Seele“ forderte in den 1950er Jahren das „Neue Theater am Kärntnertor“ um (s. o.) Gerhard Bronner („Die alte Engelmacherin“) oder Georg Kreisler („Tauberl vergiften“) zu Parodien und Persiflagen heraus. Mit Zynismus und Treffsicherheit thematisierten sie die dunkle Seite der Wiener Seele. Das Wienerlied selbst geriet während der Fünfziger- und Sechzigerjahre im Einfluss des deutschen Schlagers beinahe in Vergessenheit. Ausnahmen stellten etwa die 1966 produzierte Schallplatte „Helmut Qualtinger singt Schwarze Lieder“ dar, die mit Texten von H. C. Artmann und Gerhard Rühm ein besonderes Beispiel für die Abgründigkeit wienerischen Humors ist.
In den 1970ern wurde das Genre u. a. durch Horst Chmela („Ana hot immer des Bummerl“), Karl Hodina („Herrgott aus Sta“) und Kurt Sowinetz („Alle Menschen san ma zwider“) wiederbelebt. Roland Neuwirth, anerkannter Erneuerer des Wienerlieds, fusionierte mit seinen Extremschrammeln ab den 1980er Jahren Blues und Schrammelmusik. Sprachlich bemerkenswert ist Neuwirths „Ein echtes Wienerlied“, dessen Text sich ausschließlich aus Wiener Ausdrücken für das Sterben zusammensetzt. Dass Blues gut mit dem Wiener Dialekt harmoniert, zeigte bereits 1978 Heli Deinboek u. a. mit dem „Fürsorge-Blues“ im Folk-Club Atlantis. Die Tradition volksmusikalischer Einflüsse durch Zuwanderer ist etwa bei der Wiener Tschuschenkapelle zu hören („Erst wann’s aus wird sein“, „Wiesmather Watschentanz“). Auch Berühmtheiten von Oper und Bühne würdigten (und würdigen) das Wienerlied mit ihren Vorträgen, unter anderem Alexander Girardi, Hans Moser, Paul Hörbiger, Fritz Imhoff, Erich Kunz, Heinz Holecek oder Walter Berry.
Der von der Zeit des Ersten Weltkriegs bis zu seinem Tod in den späten 1950ern wohl populärste Vortragskünstler Hermann Leopoldi („In der Barnabitengassn“, „Schnucki, ach Schnucki“) stand mehr in der Tradition der Bar- und Varieté-Szene; während seiner Emigration in der Nazizeit passte er sein Repertoire an die Gegebenheiten der deutschsprachigen New Yorker Exilcafés an. In den 1950/60er Jahren spiegelten hierzulande die kabarettistischen Lieder von Pirron und Knapp („Tröpferlbad“, „Hausmastarock“) die Wiener Lebensweise wider und waren so gut wie jedem bekannt.
Parallel zur Entwicklung des eigentlichen Wienerliedes entstand unter dem Einfluss US-amerikanischer Musikstile – und gefördert durch die Verbreitung des Rundfunks – ein weiterer Musikstil, der sich des Wiener Dialekts bedient: Die 1970 unter anderen von Marianne Mendt mit „Wie a Glock’n …“ (Text von Gerhard Bronner) eingeläutete Ära des Austropop. Zu den bekanntesten Vertretern zählen Ludwig Hirsch mit seinen traurigen und tiefsinnigen Liedern, Arik Brauer, der neben der Wien nachgesagten Morbidität auch jüdischen Humor verarbeitet („Dschiribim-Dschiribam“), Wolfgang Ambros („Da Hofa“, Text: Joesi Prokopetz), Georg Danzer („Jö schau“) und Rainhard Fendrich („Oben ohne“). Bei Letzterem ist der hiesige Dialekt bereits stark abgeschwächt. Im Laufe der Jahrzehnte setzten viele andere Repräsentanten auf eine künstliche Pseudo-Mundart, um ihre Platten auch überregional im deutschsprachigen Raum verkaufen zu können; Unter den in neuerer Zeit erfolgreichen Musikern bedient sich (der kroatischstämmige) Willi Resetarits – besser bekannt als Ostbahn-Kurti („Nochtschicht“; Text: Günter Brödl) – wieder eines bodenständigen Wienerisch.
Zu Beginn des 21. Jahrhunderts entstanden auch Rap- und Hip-Hop-Bands und -Solokünstler, die ihre Texte im Wiener Dialekt vortragen. Einige, wie A.geh Wirklich?, Adem Delon oder Funky Cottleti, schlossen sich als Rooftop Clique zusammen und treten in verschiedenen Kooperationen gemeinsam auf. Wienerische Texte werden dabei – analog zum amerikanischen Slang – als authentischer empfunden. Auch Musiker aus anderen Bundesländern entdeckten das Wienerische, wie die Linzer Gruppe Texta, die im 2008 erschienenen Film Echte Wiener den Titelsong spielen. Als Interpret von Wienerliedern durchaus überraschend unter Musikern aus anderen Bundesländern erscheint der sich selbst als Volks-Rock ’n’ Roller bezeichnende, aus der Steiermark stammende Andreas Gabalier mit seinen Versionen dreier sogenannter Wienerlieder für die Ewigkeit im Rahmen der Starnacht in der Wachau im September 2023.

### Film und Fernsehen
Das ausgestrahlte Bild war noch Schwarz-weiß, als der ehemalige Simpl-Conférencier Heinz Conrads in den späten 1950er Jahren das Fernsehpublikum erstmals mit den Worten „Küß’ die Hand die Damen, gu’n Abend die Herrn; griaß eich die Madln, seawas die Buam!“ begrüßte. Die wöchentliche Sendung Guten Abend am Samstag – ein harmloses Unterhaltungsprogramm, vornehmlich für ältere Zuseher – wurde für fast drei Jahrzehnte zum Fixpunkt im ORF, mit unerreichten Einschaltquoten. Wienerischer Dialekt blieb im hiesigen TV für lange Zeit bieder-atmosphärische Verzierung.
Das änderte sich erst 1975 mit Ein echter Wiener geht nicht unter. Die Serie um den Arbeiter Edmund „Mundl“ Sackbauer (kongenial dargestellt von Karl Merkatz) zeigte – komödiantisch zugespitzt – in 24 Folgen den Alltag einer typischen Wiener Familie aus einfachen Verhältnissen. Obwohl auch hier die Dialoge meist einer fernsehgerechten Kunstdiktion folgen, finden sich viele echte Sprachpretiosen. Der Autor Ernst Hinterberger konnte in den 1990er Jahren an seinen Erfolg mit dem inhaltlich ähnlich gelagerten Kaisermühlen Blues (64 Folgen) anschließen.
Vergleichbar war nur Helmut Zenkers (zunächst als Hörspiel ausgestrahlte) Kriminalgeschichte um den fiktiven Wiener Polizeimajor Adolf Kottan. Kottan ermittelt (Regie: Peter Patzak), 1976–1983 entstanden, erfreute sich als Satire auf gängige Kriminalserien großer Beliebtheit. Neben Darstellern wie Kurt Weinzierl oder Gusti Wolf war es vor allem der Kabarettist Lukas Resetarits (Bruder von Willi Resetarits, s. o.), der die Serie prägte.
1998 kam MA 2412 heraus: Eine Situationskomödie in 34 Folgen, die das österreichische Bürokratentum anhand eines fiktiven „Wiener Amtes für Weihnachtsdekoration“ zum Inhalt hatte; Protagonisten waren Roland Düringer und Alfred Dorfer. Die nie ausgestorbene Verklärung der k&k-Monarchie wiederum wurde 2007–2010 in der satirischen Talkshow Wir sind Kaiser (mit Robert Palfrader als „Kaiser Robert Heinrich I.“) ironisiert.
Die österreichisch-deutsch-tschechische Produktion Freud (2020) auf Netflix von Marvin Kren mit Robert Finster als Sigmund Freud, Ella Rumpf und Georg Friedrich bedient sich ausgiebig des Dialekts und ist für Nichtwiener oft nur mit Untertiteln verständlich.
Bei Kinofilmen wurde immer schon darauf geachtet, den Dialekt nicht zu stark einzusetzen, um möglichst den gesamten deutschsprachigen Raum als Absatzmarkt zur Verfügung zu haben. Einige Filme, in denen zumindest teilweise Wienerisch gesprochen wird, sind:
- Exit … Nur keine Panik[81] (Ö/D 1980; R: Franz Novotny; mit Hanno Pöschl, Paulus Manker, Isolde Barth)
- Der Bockerer (D/Ö 1981; R: Franz Antel; mit Karl Merkatz, Ida Krottendorf, Georg Schuchter)
- Malaria (Ö 1982; R: Niki List; mit Christian Schmidt, Andreas Vitásek, Sabine Platzer)
- Indien (Ö 1993; R: Paul Harather; mit Josef Hader, Alfred Dorfer, Maria Hofstätter)
- Blutrausch (Ö 1997; R: Thomas Roth; mit Willi Resetarits, Lukas Resetarits, Uschi Obermaier)
- Hinterholz 8 (Ö 1998; R: Harald Sicheritz; mit Roland Düringer, Nina Proll, Rudolf Rohaczek)
- Komm, süßer Tod (Ö 2000; R: Wolfgang Murnberger; mit Josef Hader, Karl Markovics, Nina Proll, Michael Schönborn, Simon Schwarz)
- Hundstage (Ö 2001; R: Ulrich Seidl; mit Maria Hofstätter, Franziska Weisz, Viktor Hennemann)
- Echte Wiener – Die Sackbauer-Saga (Ö 2008; R: Kurt Ockermüller; mit Karl Merkatz, Franz Buchrieser, Ingrid Burkhard)

### Comics
Von einzelnen Cartoons – etwa in regionalen Tageszeitungen – abgesehen, ist das Wienerische auf diesem Sektor wenig präsent. Eine Ausnahme bildet die Mundart-Reihe der Comicserie „Asterix“, in der bisher sechs einschlägige Bände erschienen sind:
- Da grosse Grobn (1997, Günter Brödl; deutscher Titel: „Der große Graben“)
- Da Woasoga (1998, Günter Brödl; deutscher Titel: „Der Seher“)
- Da Legionäa Asterix (1999, H. C. Artmann; deutscher Titel: „Asterix als Legionär“)
- Kööch uman Asterix (2018, Ernst Molden; deutscher Titel: „Streit um Asterix“)
- Es Brojeggd (2020, Ernst Molden; deutscher Titel: „Die Trabantenstadt“)
- Asterix und es kupfane Reindl (2022, Ernst Molden; deutscher Titel: „Asterix und der Kupferkessel“)

## Alltagskultur

### Essen und Trinken
Im Vokabular der Wiener Küche finden sich zahlreiche ortsspezifische Spezialausdrücke; die hier wesentlichen Zentren gastronomischer Kultur haben darüber hinaus ihre jeweils eigenen Formulierungen im Sprachgebrauch hinterlassen. Im Kaffeehaus bestellt man z. B. keinen Cappuccino, sondern eine „Melåusch“. Kellner gibt es dort nicht: „Herr Ober“ ist die korrekte Anrede, beziehungsweise – so man bereits öfter zu Gast war – unter Einbeziehung des Vornamens etwa „Herr Franz“.
Beim Heurigen oder im Wirtshaus wiederum werden die servierenden Damen (nur) mit „Fräulein“ angesprochen. Wobei auf die Intonation zu achten ist: Wer „Froij-laihn“ sagt, wird sofort als Ausländer erkannt („Fräuleein“ – mit Meidlinger L – wäre annähernd richtig). Ähnliches gilt für Bestellungen wie Schorle statt „Gsprizta“ oder Halbe statt „Kriagl“. Das umfangreiche Begriffsrepertoire beim Würstelstand variiert sogar bezirksweise, weshalb es für Ortsfremde faktisch nicht erlernbar ist.
Die bekannten Speisen Schnitzl (Schnitzel), Hend’l (Huhn) und Schmarr’n (Mehlspeise) waren, wie ein Dialekt-Lexikon von 1873 zeigt, vor ca. 150 Jahren auch Ausgangspunkt für Redewendungen, auch wenn diese selbst nichts mehr mit den Speisen zu tun hatten:
- I hau di auf Schnitz’ln z’samm’.
- An der ganz’n G’schicht is a Schmar’n.
- Was hast denn da für an Schmar’n gekauft?

In dieser Formulierung hört man allerdings heute in Wien nur mehr den letzten dieser Sätze.

### Sport und Spiel
Das Wienerische bewahrt im betreffenden Jargon einerseits Ausdrücke der Originalsprache Englisch, wie kicker (Fußballspieler), match (Spiel) oder corner (Eckball), kennt aber auch viele Wortschöpfungen, auch aus jüngerer Zeit.
- Die Fußballschuhe werden oft die Bock (Böcke) genannt, wobei es G’schraufte (mit Schraubstollen) und auch Gummla (mit Gummistollen) gibt.
- Das Tor wird auch als Buttn (Butte), Hitten (Hütte), Kistn (Kiste) und Tirl (Tür/Tor) bezeichnet.
- Kicker ist der allgemeine Ausdruck für einen Fußballer, dabei gibt es Antikicker (untalentiert), Bådkicker (behäbig wie im Freibad) oder respektvoll Wöödkicker (Weltkicker).
- Es gibt verschiedene Typen von Fußballern:
  - Bankldrucker (Bankerldrücker), sitzt meistens auf der Reservebank
  - Blinde, ohne Übersicht
  - Bloßfüßige, aus einem Entwicklungsland oder einem österreichischen Bundesland (G'scherte)
  - Dribblanski (von dribbeln), technisch versiert, aber ineffizient
  - Eisenfuß, sehr hart spielend
  - Heisl (das Häusl), schlecht spielend
  - Holzgeschnitzte, grobschlächtig, plump
  - Rambo, athletisch (auch Spitzname des ehemaligen Austria-Spielers Anton Pfeffer)
  - Rastelli (Name eines bekannten Jongleurs), technisch besonders versiert
- Je nach Spielposition:
  - Außenpracker, linker/rechter Außendecker, von prackn (schlagen)
  - Sauser (von sausen), Links- oder Rechtsaußen
  - Furchenzieher, linker/rechter Mittelfeldspieler
  - Klette oder Wadlbeißer ist ein Manndecker
  - Im Tor steht der Goalie (engl.), dabei ist der Einsergoalie der Stamm-Tormann, ein Eiergoalie aber z. B. ein schlechter Torhüter
- Technik:
  - der D’rübersteiger: Der Spieler deutet an, über den Ball zu steigen, zieht jedoch den Fuß zurück und überspielt den Gegner.
  - si ei’drahn (sich eindrehen), den Ball mit dem Körper abdecken und sich dabei um die eigene Achse drehen
  - Eisenbahner-Schmäh: Der Spieler täuscht eine Gewichtsverlagerung vor und überspielt den Gegner, wenn dieser reflexartig mitgeht und daher auf dem „falschen Fuß“ steht.
  - Brotschuß, ein so schwacher Schuss, dass man ein Stück Brot nachwerfen muss, damit der Ball nicht „verhungert“
  - Guakerl (Gurkerl), bei diesem Schuss rollt dem Gegner der Ball zwischen den Beinen durch

Das Ziel eines Spiels ist es jedenfalls, den Gegner zu putzen, ihn mit einer Schraufn (Schraube) nach Hause zu schicken; das heißt, ihm eine empfindliche und hohe Niederlage zuzufügen. Vergebene Torchancen sind vergeigt, vergurkt, verschustert oder versemmelt worden. Um einen Spielstand zu halten, kann man auch wassern (verwässern), indem man das Spiel absichtlich verzögert.
Berühmt wurde die Radioreportage von Edi Finger aus dem Jahr 1978 beim Spiel Österreich gegen Deutschland: Seinen jubelnden Ausruf „I wer narrisch!“ gibt es heute selbst als Handy-Klingelton. Dabei ist weniger der Ausruf selbst das Außergewöhnliche, denn er ist auch für Nicht-Wiener durchaus verständlich, sondern die Tatsache, dass auch ein Sportkommentator des öffentlich-rechtlichen Rundfunks (mit einem „Kulturauftrag“) in seiner Erregung danach immer mehr in den Wiener Dialekt abgleitet.
Neben Schach und Billard (vorzugsweise Carambol, aber in neuerer Zeit ist auch Poolbillard verbreitet) erfreut sich in Wien das Kartenspiel großer Beliebtheit. Die am häufigsten gespielten Arten sind Tarock, Préférence und Schnapsen. Entsprechend haben viele Fachausdrücke ihren Eingang in den allgemeinen Sprachgebrauch gefunden. Der G’schdis (Sküs) als höchste Karte im Tarock steht auch synonym für Abweisung: Mei Oide håd ma in G’schdis geb’n, das bedeutet so viel wie „Meine Alte (Partnerin) hat unsere Beziehung beendet“. Vom Schnapsen leiten sich u. a. s’Bummerl håm (das Nachsehen haben) oder ausn Schneida sei (aus einer schwierigen Situation gerettet sein) her: Im Spiel bezeichnet ein Bummerl eine verlorene Einzelpartie, das Schneiderbummerl eine ohne einzigen Punkt verlorene Gesamtpartie.

## Zitat
„Wienerisch ist weit mehr als nur ein ostmittelbairischer Dialekt. Er ist eine rhythmische Philosophie mit Humor.“

## Weiterführende Literatur

### Wortschatz
- Julius Jakob: Wörterbuch des Wiener Dialektes. Nach der Erstausgabe von 1929. Harenberg, Dortmund (= Die bibliophilen Taschenbücher. Band 156).
- Maria Hornung, Sigmar Grüner: Wörterbuch der Wiener Mundart. 2. Auflage. öbv und hpt, Wien 2002, ISBN 978-3-209-03474-8.
- Wolfgang Teuschl: Wiener Dialekt-Lexikon. 2. Auflage. Schwarzer, Purkersdorf 1994, ISBN 3-900392-05-6.
- Peter Wehle: Sprechen Sie Wienerisch? Ueberreuter, Wien/Heidelberg 1980, ISBN 3-8000-3165-5.
- Beppo Beyerl, Klaus Hirtner, Gerald Jatzek: Wienerisch – das andere Deutsch. Erweiterte und überarbeitete Ausgabe. Reise Know-how Verlag Peter Rump GmbH, Bielefeld 2019, ISBN 978-3-8317-6548-5.
- Robert Sedlaczek: Wörterbuch des Wienerischen. Haymon Taschenbuchverlag, 2011, ISBN 978-3-85218-891-1.
- Arthur Fetzer (Hrsg.): Schmutzige Wörter Wienerisch–Deutsch. Eichborn, Frankfurt/Main 1993, ISBN 3-8218-2356-9.
- Oswald Wiener: Beiträge zur Ädöologie des Wienerischen. Anhang zu: Josefine Mutzenbacher. Die Lebensgeschichte einer Wienerischen Dirne, von ihr selbst erzählt. Rogner & Bernhard, München 1969, S. 285–389.
- Josef Hader: Wienerisch mit The Grooves. digital publishing, München 2008, Audio-CD plus Textheft, ISBN 978-3-89747-723-0.
- Eduard Maria Schranka: Wiener Dialekt-Lexikon. Wien 1905 (archive.org).
- Franz Seraph Hügel: Der Wiener Dialekt. Wien 1873 (archive.org).

### Sonstige
- Jürgen Hein: Das Wiener Volkstheater. Wissenschaftliche Buchgesellschaft, Darmstadt 1997, ISBN 3-534-13593-8
- Max Mayr: Das Wienerische. Art und Redensart. Amalthea Verlag, Wien 1989, ISBN 3-850021211 (Erste Auflage 1923).
- Sylvia Moosmüller: Soziophonologische Variation im gegenwärtigen Wiener Deutsch. Eine empirische Untersuchung. Franz Steiner, Stuttgart 1987, ISBN 3-515-05093-0.
- Walter Rösler (Hrsg.): Gehn ma halt a bisserl unter. Kabarett in Wien von den Anfängen bis heute. 2. Auflage. Henschel, Berlin 1993, ISBN 3-89487-185-7.
- Hans Sassmann: Wienerisch. (Reihe Was nicht im Wörterbuch steht. Bd. V), Piper Verlag, München 1935.
- Mauriz Schuster, Hans Schikola: Das alte Wienerisch. Deuticke, Wien 1996, ISBN 3-216-30210-5.
- Robert Sedlaczek: Das österreichische Deutsch. Ueberreuter 2004, ISBN 978-3-8000-7075-6.

### Wortschatz
- Sprechen Sie Wienerisch?
- Wienerisch im Alltag
- Wörterliste des Wiener Fußballerjargons
- Wörterbuch Österreichisch–Deutsch

### Sonstige
- Die österreichische Varietät der deutschen Sprache. (PDF; 696 kB).
- Das Festival des Wienerischen.
- Städter fühlten sich sprachlich überlegen. Interview. In: science.orf.at. Mit Peter Wiesinger über das Wienerisch im 14. Jahrhundert.
- Wienerisch lernen bei DIALOG - DER SPRACHCAMPUS